# Christopher Nöthe
Christopher Nöthe (Castrop-Rauxel, 1988. január 3. –) német labdarúgó, az FC St. Pauli csatára.